# Камау (провінція)

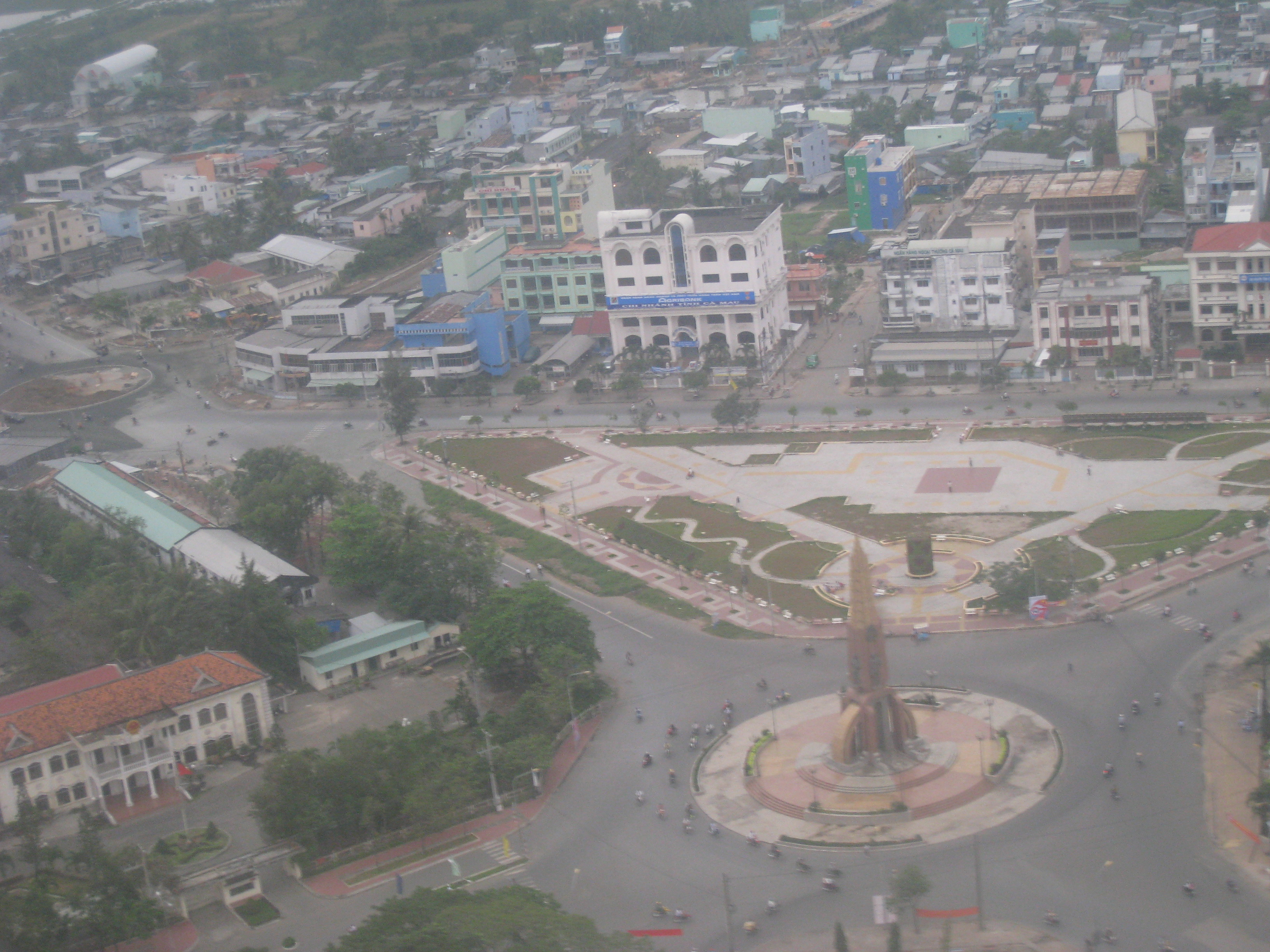
Столиця провінції Камау — місто Камау з висоти

Камау (в'єт. Cà Mau) — найпівденніша провінція В'єтнаму. Із заходу омивається Сіамською затокою, з південного сходу — Південно-Китайським морем.
Адміністративний центр провінції — місто Камау — знаходиться за 2066 км від Ханоя і за 347 км від Хошиміна.

## Географія
Клімат субекваторіальний мусонний. Мангрові ліси покривають більшу частину провінції. Є три заповідника та один національний парк на мисі Камау (в'єт. Vườn quốc gia Mũi Cà Mau).
Мис Камау — найпівденніша точка В'єтнаму. Нульовий кілометр доріг відраховується від села Соммуй. До споруди дороги зв'язок з селом був тільки по 120-кілометровому водному каналу.

## Економіка
Основа економіки — виробництво морепродуктів (креветки, пангасіус та інше). Провінція Камау — найбільший експортер креветок у В'єтнамі.
У провінції також знаходить завод мінеральних добрив, що продукує 40% добрив країни. Для його постачання проведено газогін від офшорних газових родовищ у Південнокитайському морі.

## Адміністративний поділ

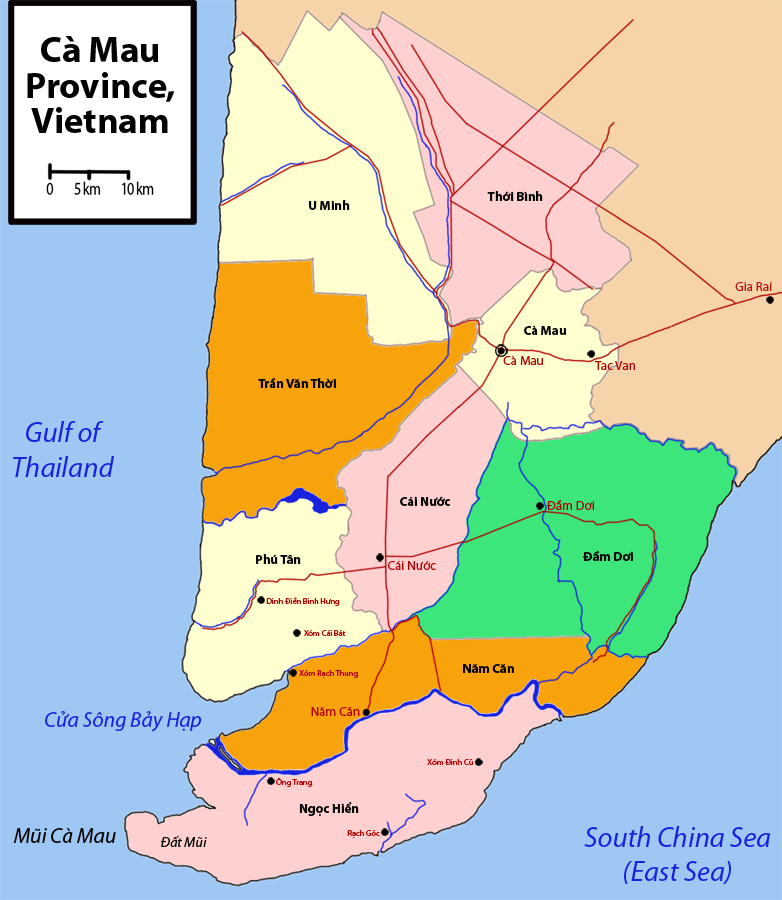
Адміністративний поділ провінції Камау

Камау поділяється на муніципалітет Камау і 8 повітів:
- Кайниок (Cái Nước)
- Дамзой (Đầm Dơi)
- Намкай (Năm Căn)
- Нгокхьєн (Ngọc Hiển)
- Футан (Phú Tân)
- Тхойбінь (Thới Bình)
- Чанвантхой (Trần Văn Thời)
- Умінь (U Minh)

## Населення
У 2009 році населення провінції становило 1 206 938 осіб (перепис), з них 606 606 (50,26 %) чоловіки і 600 332 (49,74 %) жінки, 960 674 (79,60 %) сільські жителі і 246 264 (20,40 %) жителі міст.
Національний склад населення (за даними перепису 2009 року): в'єтнамці 1 167 765 осіб (96,75 %), кхмери 29 845 осіб (2,47 %), хоа 8 911 осіб (0,74 %), інші 417 осіб (0,03 %).